# John Hales
John Hales (ur. 1516? w High Halden, zm. 28 grudnia 1571) – angielski pisarz i polityk. Autor Rozprawy o wspólnym pożytku Królestwa Anglii (1549), w której wyjaśniał przyczyny drożyzny. Według niego przyczyną tego zjawiska było psucie monet.